# レオ・セイヤー
レオ・セイヤー（Leo Sayer、1948年5月21日 - ）は、イギリス、ウェスト・サセックス州ショアハム出身の歌手。本名はGerard Hugh Sayer。

## プロフィール
アイルランド人の母とイギリス人の父の間に生まれる。ミュージシャンのデイヴィッド・コートニーに見出され、かつてのアイドル歌手で後にマネージメント業に転向したアダム・フェイスとコートニーの共同プロデュースにより、1973年にアルバム "Silverbird" でデビュー、英国でチャート2位を記録した。その後、シングルカットした "The Show Must Go On" が1974年1月に英国で2位、以降1982年までに英国で10曲（1位1曲）、米国で5曲（1位3曲）がトップ10ヒットとなった。
1981年に来日し、東京と大阪で1度ずつ公演をした。
近年はオーストラリアのメルボルンに在住。新型コロナウイルスの流行に影響され、2020年にMy City In Lockdownを発表した。

## アルバム
オリジナルアルバム（ベスト盤含む）
- Silverbird (1973, 英Chrysalis, プロデューサー：Adam Faith and David Courtney)
- Just a Boy (1974, 英Chrysalis, プロデューサー：Adam Faith and David Courtney)
- Another Year (1975, 英Chrysalis, プロデューサー：Adam Faith and Russ Ballard)
- Endless Flight (1976, 英Chrysalis, プロデューサー：Richard Perry)
- Thunder In My Heart (1977, 英Chrysalis, プロデューサー：Richard Perry)
- Leo Sayer (1978, 英Chrysalis, プロデューサー：Richard Perry)
- The Very Best of Leo Sayer (1979, 英Chrysalis)
- Here (1979, 英Chrysalis, プロデューサー：David Courtney)
- Living In A Fantasy (1980, 英Chrysalis, プロデューサー：Alan Tarney)
- World Radio (1982, 英Chrysalis, プロデューサー：Arif Mardin)
- Have You Ever Been In Love (1983, 英Chrysalis, プロデューサー：Christopher Neil, Alan Tarney and Arif Mardin)
- Cool Touch (1990, 英EMI, プロデューサー：Alan Tarney)
- All The Best (1993, 英Chrysalis)
- Voice in My Head (2005 英Revolver, プロデューサー：Leo Sayer)
- Don't Wait Until Tomorrow (2008, 豪Universal, プロデューサー：Garth Porter)

以下は部分的に参加した作品
- Lonnie Donegan - Puttin' On The Style（1977）（ハーモニカとバッキングヴォーカルで参加）
- Craig Fuller/Eric Kaz（1978）（参加曲：Restless Sea - バッキングヴォーカルで参加）
- All This and World War II - Original Motion Picture Soundtrack（1976）（歌唱曲：I am the Walrus, Let It Be, The Long And Winding Road）
- Inside Moves - Original Motion Picture Soundtrack（1980　日本語題：サンフランシスコ物語）（歌唱曲：It's Your Move）
- The Missing Link (Le Chaînon manquant)（1980） - Original  Motion Picture Soundtrack
- Street Hero - Original  Motion Picture Soundtrack（1984）（歌唱曲：Haunting Me）
- Dave Clark's TIME the album（1986）（歌唱曲：One Human Family,  I Know, I Know）
- Car Trouble - Original  Motion Picture Soundtrack（1986）（歌唱曲：Unchained Melody）
- Wilt（1989）（歌唱曲：Love Hurts）
- Freudiana（1990）（歌唱曲：I am a Mirror）
- Phil Manzanera/Andy MacKay - The Complete Explorers（2002）
- SAS Band - The Show（2004）（歌唱曲：My Generation）
- Words & Music:Sir John Betjeman & Mike Read（2006）（歌唱曲：Indoor  Games）

## シングル
日本国内で発売されたシングルおよびミニアルバム
- "The Show Must Go On"（日本語題：道化師の孤独）
- "Long Tall Glasses"（日本語題：渇いたワイングラス）
- "One Man Band"（日本語題：ワン・マン・バンド）
- "Moonlighting"（日本語題：ムーンライティング）
- "You Make Me Feel Like Dancing"（日本語題：恋の魔法使い）/Ｂ面"Magdalena"（日本語題：マグダレーナ）
- "When I Need You"（日本語題：はるかなる想い）/Ｂ面"I Think We Fell In Love Too Fast"（日本語題：早すぎた恋）
- "How Much Love"（日本語題：愛の迷い）/Ｂ面"When I Need You"（日本語題：はるかなる想い）
- "Thunder In My Heart"（日本語題：心の叫び）/Ｂ面"Get The Girl"（日本語題：ゲット・ザ・ガール）
- "Easy To Love"（日本語題：夜空に輝く愛→後に「イージー・トゥ・ラブ」として再発売）/Ｂ面"Haunting Me"（日本語題：僕を忘れないで）
- "Stormy Weather"（日本語題：ストーミー・ウェザー）/Ｂ面"Raining In My Heart"（日本語題：レイニング・イン・マイ・ハート）
- "Dancing The Night Away"（日本語題：面影は波にゆれて）/Ｂ面"Tell Me Just One More Time"（日本語題：テル・ミー・ジャスト・ワン・モア・タイム）
- "When The Money Runs Out"（日本語題：気ままな人生）/Ｂ面"Takin' The Easy Way Out"（日本語題：君への近道）
- "More Than I Can Say"（日本語題：星影のバラード）/Ｂ面"Only Fooling"（日本語題：オンリー・フーリング）
- "You Win, I Lose"（日本語題：君に首ったけ）/Ｂ面"Living In A Fantasy"（日本語題：夢の中で）
- "Bye Bye Now My Sweet Love"（日本編集4曲入り12インチシングル　日本語題：バイ・バイ・スウィート・ラブ）/他にYou Make Me Feel Like Dancing、When I Need You、More Than I Can Sayを収録
- "Heart (Stop Beating In Time)"（日本語題：ハート・ストップ）/Ｂ面"The End of the Game"（日本語題：エンド・オブ・ザ・ゲーム）
- "Tuxedo Body"（日本独自企画-全日空CMソング　日本語題：タキシード・ボディ）/Ｂ面"The Show Must Go On"（日本語題：ザ・ショー・マスト・ゴー・オン）
- "Unchained Melody"（日本語題：アンチェインド・メロディ）/Ｂ面"Heart For Sale"（日本語題：ハート・フォー・セール）
- "Love Ballads〜愛・命ある限り〜"（CX系ドラマ妻たちの劇場「愛・命ある限り」の主題歌に“When I Need You”が使われたことで東芝EMIより1991年に発売された日本編集の５曲入りミニCDアルバム。収録曲は1.“When I Need You”, 2.“More Than I Can Say”, 3.“Heart (Stop Beating In Time)”, 4.“Have You Ever Been In Love”, 5.“I Can't Stop Loving You (Though I Try)”）

## 参照
- レオ・セイヤー（Leo Sayer） - ニュース、インタビュー、特集、レビュー、CD、DVD、Blu-ray、動画、試聴 - CDJournal.com